# Грузинське плавання

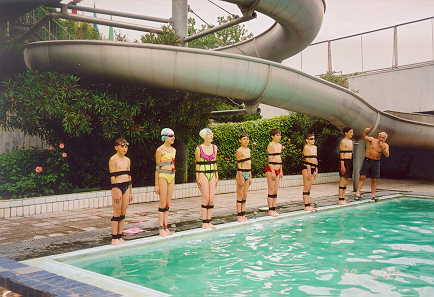
Група плавців зі зв'язаними руками і ногами готові до запливу

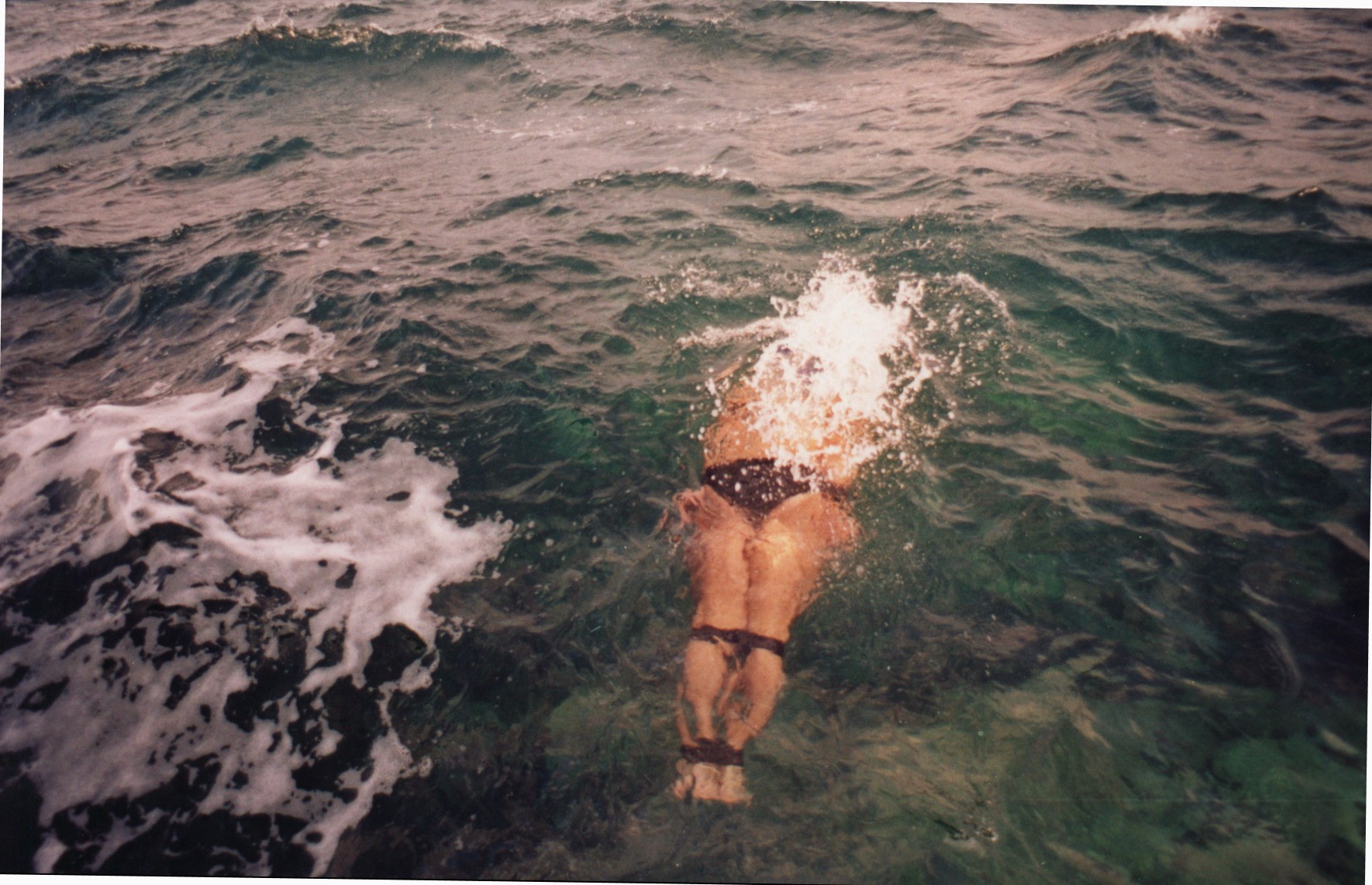
плавець Генрі Купрашвілі

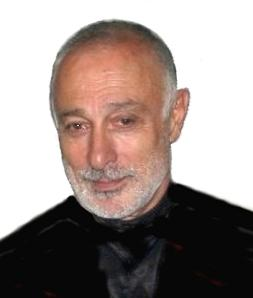
Генрі Купрашвілі р. 1946

Грузинське плавання — це вид плавання, який вважається унікальним стилем. Пересування здійснюється дельфіноподібними рухами таза і щільно притиснутими одна до одної ногами. Цей принцип плавання лежить в основі кількох різновидів грузинського плавання: «Лазурі» (хвилі колхурі) (колхидський), «Іберіулі» (спортивний), «Колхурі зі зв'язаними руками і ногами» (військово-тренувальний), «Абхазурі» (абхазький), «Окрібула», «Тахвіа» (тренувальний), «Хашурулі».
Марафонський плавець Генрі Купрашвілі в давньогрузинському військово-тренувальному стилі, зв'язаний в чотирьох місцях по руках і ногах («Колхурі зі зв'язаними руками і ногами»), першим в історії людства переплив протоку Дарданелли від Еджеабата до Кепез, або з Європи в Азію, пропливши 12 кілометрів за 3 години і 15 хвилин.
Плавання зі зв'язаними руками і ногами переслідувало дві мети: перша — психологічна підготовка воїна і посилення його бойового духу. Якщо людина подолає природний страх перед водною стихією і навіть зв'язаний по руках і ногах здолає його то з нього вийде хоробрий боєць. І в якій ситуації не опинився б воїн, з психологічної точки зору, він легко подолає будь-які перешкоди. Друга — у разі попадання в полон, якби з'явився шанс (наприклад, потрапивши з корабля або берега у воду), то навіть зі зв'язаними руками і ногами є шанс опинитися на свободі.